# Капетан (војска)
Капетан је у Војсци Србије и у армијама већине земаља чин официра за старешине на положају командира чете (батерије) (у специјалним јединицама командира вода) и њима равним јединицама. У већини армија највиши је чин нижих, трупних официра. Представља једно од најстаријих и најпостојанијих чинова у већини војски у свету, који означава одређен ниво у војној хијерархији, са одговарајућим формацијским положајем и функцијом.
Као војни чин капетан је постојао већ у доба Римског царства, а претпоставља се да датира још од раније. Кроз историју, као главни човек најчешће је предводио чету или колону (строј) војника. У средњем веку, независне најамничке чете (или condottieri) имале су у својој хијерархији капетана (који је заповедао четом), мањи број поручника и нешто већи број наредника. Ова основна структура чинова касније је усвојена од стране националних армија када су оне професионализоване током XVI и XVII века.
У српској војсци уведен је 1860. године, а у југословенској војсци до Другог светског рата постојали су чинови капетан II и капетан I класе. Током Народноослободилачког рата у НОВ и ПОЈ уведен је 1. маја 1943. године и такав статус је задржао и у ЈНА, али је 1952. године, поред капетана уведен и чин капетана прве класе.
У ратној морнарици чин капетана одговара чину поручника фрегате. Осим тога, у неким земљама капетан је највиши чин у полицији и ватрогасној служби. Постоји и у цивилном ваздухопловству и поседује га пилот који има положен испит за заповедника цивилног авиона. У морнарици реч капетан генерално означава заповедника брода или другог пловног објекта (подморнице и сл.).

## Историја
Термин на крају потиче од каснолатинског capitaneus што значи „главни, истакнути“; на средњем енглеском усвојеном као capitayn у 14. веку, од старофранцуског capitaine.
Војни чин капетана био је у употреби од 1560-их, што се односило на официра који командује четом. Поморски смисао, официр који командује ратним бродом, нешто раније, од 1550-их, а касније је проширено значење на „господар или командант било које врсте пловила“. Капетан у периоду пре професионализације оружаних служби европских народа после Француске револуције, током раног модерног периода, био је племић који је откупио право да води компанију од претходног носиоца тог права. Он би заузврат добијао новац од другог племића да му служи као поручник. Средства за обезбеђење трупа долазила су од монарха или његове владе; за то је морао да одговара капетан. Ако је из неког разлога био пред војним судом, он би био отпуштен („деградиран“), и монарх би добијао новац од другог племића да командује компанијом. Иначе, једина пензија за капетана била је продаја права другом племићу када је био спреман за пензију.

## Ваздушне снаге
Многе ваздухопловне снаге, као што је Ваздухопловство Сједињених Држава, користе структуру рангова и ознака сличне онима у војсци.
Међутим, Краљевско ваздухопловство Уједињеног Краљевства, многе друге ваздухопловне снаге Комонвелта и неколико ваздухопловних снага ван Комонвелта користе структуру чинова специфичну за ваздухопловство у којој је летачки поручник ОФ-2. Капетан групе је изведен из морнаричког чина капетана.
Канада је јединствен изузетак. Због уједињења Канадских оружаних снага 1968. године, титуле чинова ваздухопловства су исте као и Канадске армије. Међутим, као и њихови пандани из Комонвелта, плетенице ранга су бисерно сиве и повећавају се у пола траке. Одлука је донета да се не враћају титуле из историјских рангова за RCAF, јер се сматрају „превише збуњујућим“.

## Галерија
- Капетан  класе
Војске Кр. Србије
(1886—1918)
- Капетан  класе
Војске Кр. СХС и
Војске Кр. Југославије
(1918—1945)
- Капетан
НОВЈ и ЈА
(1943—1947)
- Капетан
ЈА
(1947—1951)
- Капетан
ЈНА
(1951—1982)
- Капетан
ЈНА, ВЈ и ВСЦГ
(1982—2006)
- Капетан
 милиције ФНРЈ
(1946—1953)
- Капетан
полиције Србије
(1992—2002)

| Друге државе |
| --- |
| - Еполета капетана Оружаних снага Руске Федерације - Еполета капетана Оружаних снага Украјине - Аргентинска војска (Capitán) - Аустралијска војска - Бангладешка војска - Белгијска земаљска компонента - Оружане снаге Босне и Херцеговине - Бразилска армија (Capitão) - Британска армија/Краљевски маринци - Канадска армија - Колумбијска армија - Kapitán Чешка републичка армија - Kapteeni Финска одбрамбена сила - Capitaine Француска армија - კაპიტანი (K’ap’it’ani) Грузијска армија - Индијска армија - Kapten Индонежанска армија - Captaen Ирска армија - Capitano Италијанска армија - Kapitonas Литванске копнене снаге - Капетан (Kapetan) Македонска армија - Capitán Мексичка армија - Kapitein Краљевска холандска армија - Kaptan Пакистанска армија - Capitán (шпански) Kapitán (филипински) Филипинска армија - Kaptein Јужноафричка армија - Шриланканска армија - Kapten Шведска ваздухопловство - Kapten Шведска армија - Captain Оружане снаге Републике Сингапур - Yüzbaşı Турска армија - Yüzbaşı Турско ваздухопловство - Америчка армија |